# Yakov Tcherevitchenko
Yakov Timofeïevitch Tcherevitchenko (en russe : Я́ков Тимофе́евич Черевиче́нко ; 12 octobre 1894 - 4 juillet 1976 est un général soviétique.

## Biographie
Ses parents étaient paysans. Il est incorporé dans l'armée de l'Empire Russe en 1914 au début de la Première Guerre mondiale.
En 1917, il retourne dans sa région et rejoint un groupe de partisans bolcheviques. Il rejoint l'armée rouge en 1918. En 1924, il rejoint l'école de cavalerie.
Il est nommé général en 1940 et sert dans la région d'Odessa entre 1940 à 1941. De juin à septembre 1941, il commande la 9e armée (Union soviétique) et de septembre et octobre 1941 il commande la 2e armée. Son armée participe à la Bataille de Rostov (1941).
En janvier 1942, il incorpore le Front de Briansk et participe à la bataille de Moscou. En avril 1942, il rejoint le Front du Nord-Caucase et participe à l'Opération Fall Blau. D'octobre 1942 à avril 1943, il commande la 5e armée.
De septembre 1944 à janvier 1945, il rejoint le Troisième front biélorusse. En avril 1945, il participe à la bataille de Berlin.

## Distinctions
- Ordre de Lénine
- Ordre de la révolution d'Octobre
- Ordre du Drapeau rouge
- Ordre de Souvorov (2e classe)
- Ordre de l'Étoile rouge
- Ordre de Koutouzov (1re classe)
- Ordre de la Croix de Grunwald (3e classe)